# Freudenberg (Adelsgeschlecht)

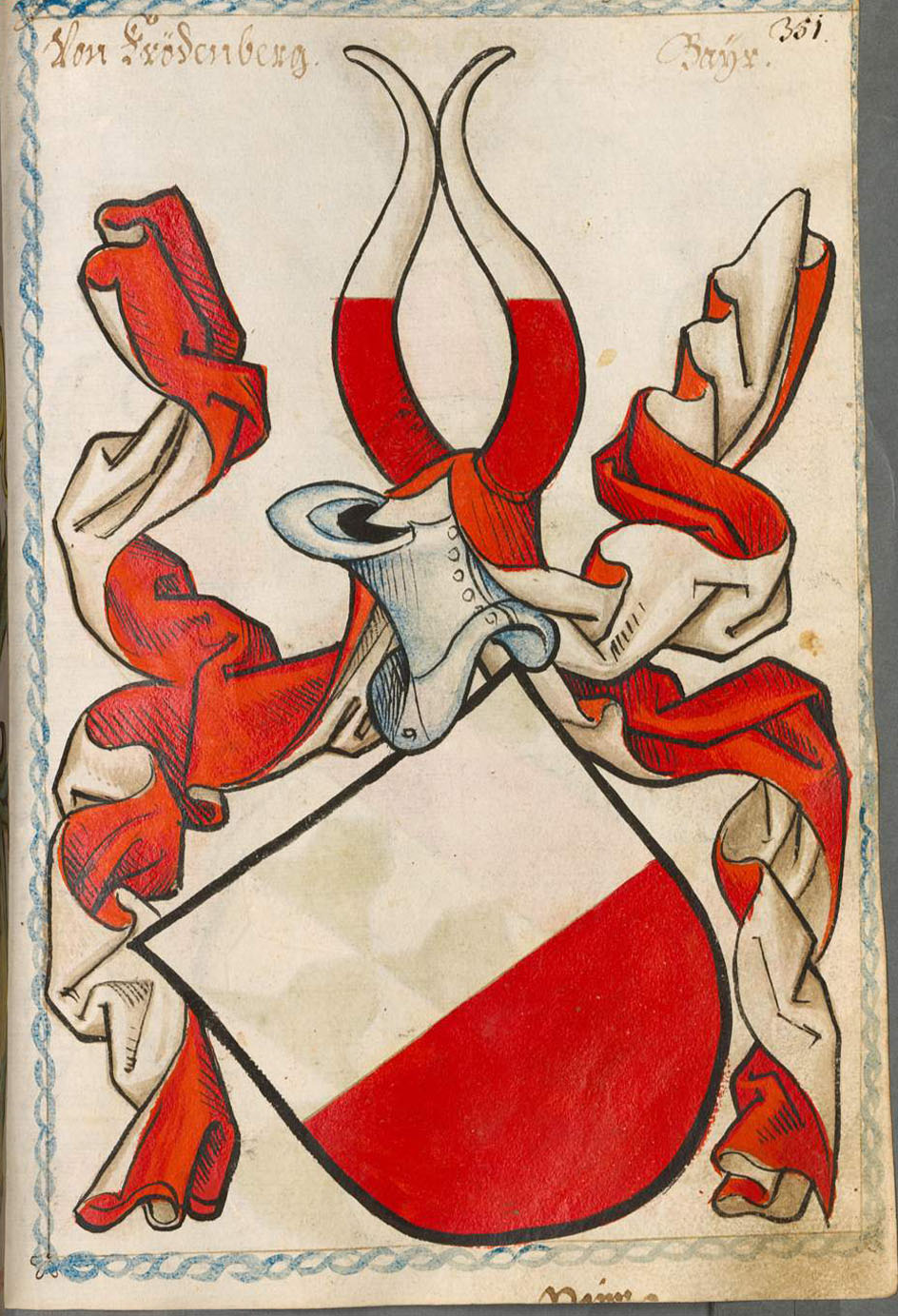
Wappen der Familie im Scheiblerschen Wappenbuch

Die Familie von Freudenberg ist ein altes bayerisches Adelsgeschlecht.

## Geschichte

### Ursprung
Die Familie von Freudenberg stammt aus dem namensgebenden Ort Freudenberg, heute eine Gemeinde im Oberpfälzer Landkreis Amberg-Sulzbach. Von 1250 bis 1594 existierte die reichsfreie Adelsherrschaft der Freudenberger, die vom letzten Freudenberger Hans II. an die pfälzischen Fürsten in Amberg verkauft wurde. Die Burg Freudenberg ist heute nur noch in untertägigen Ruinenresten vorhanden. 

### Burg Rupprechtstein
Im Jahre 1343 ist Ulrich von Freudenberg auf Burg Rupprechtstein bei Etzelwang nachgewiesen. Die Gemeinde, heute im Landkreis Amberg-Sulzbach, hieß bis 1983 Neidstein. Das Geschlecht der Freudenberger saß bis etwa 1601 auf Rupprechtstein. Zu diesem Zeitpunkt verkaufte Ursula von Hirschberg, eine geborene von Freudenberg, die Hofmark Rupprechtstein an Hans Joachim von Warnstett.

### Verbreitung
Die Freudenberger waren Schlossherren in Woffenbach nachweislich in der Zeit von 1432 bis 1504.
Das Stadtmuseum in Sulzbach-Rosenberg war früher das Haus des Landrichters Hans von Freudenberg. Wandmalereien um 1600 weisen unter anderem mit Wappendarstellungen auf die Freudenberger hin.
1433 bekamen die Freudenberger die Burg Grünsberg im heutigen Nürnberger Land, die aber 1481 schon wieder durch die Truchseß von Pommersfelden übernommen wurde.

### Verwandte Geschlechter
Die Familie von Freudenberg ist unter anderem mit dem Geschlecht derer von Sparneck, Steinling, Preysing, Seckendorff verwandt.

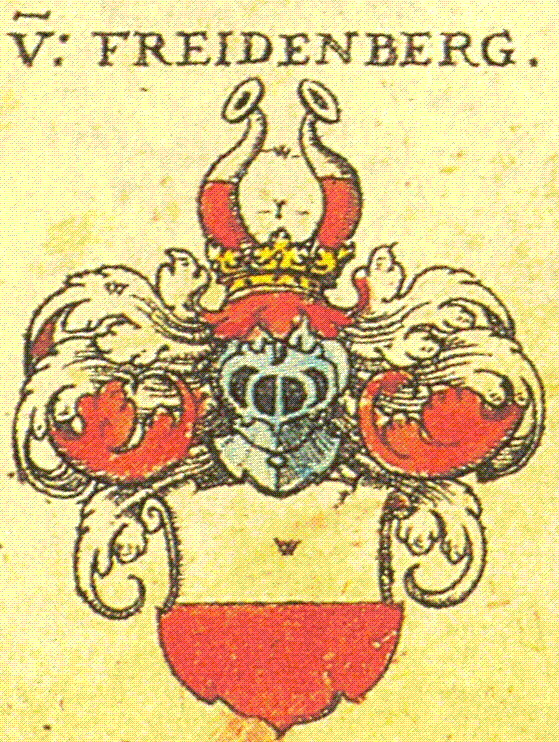
Wappen der Familie von Freudenberg nach Siebmachers Wappenbuch

## Wappen
Das Wappen der Freudenberger ist geteilt in Silber und Rot. Die Helmzier besteht aus Büffelhörnern. Die Gemeinden Etzelwang und Neukirchen bei Sulzbach-Rosenberg erinnern mit ihren Wappen u. a. an dieses Geschlecht.

Wappen der Gemeinde Etzelwang
Wappen von Neukirchen bei Sulzbach-Rosenberg